# Épergne
Épergne, termine francese, indica un trofeo da porre come centrotavola, con cestelli (o centrali, o sostenuti da braccetti e quindi mobili) per contenere frutta e dolciumi. Il termine forse viene da reserver, con significato di mettere in risparmio, quindi in aggiunta. Un nome alternativo francese è surtout. In inglese si scrive epergne.

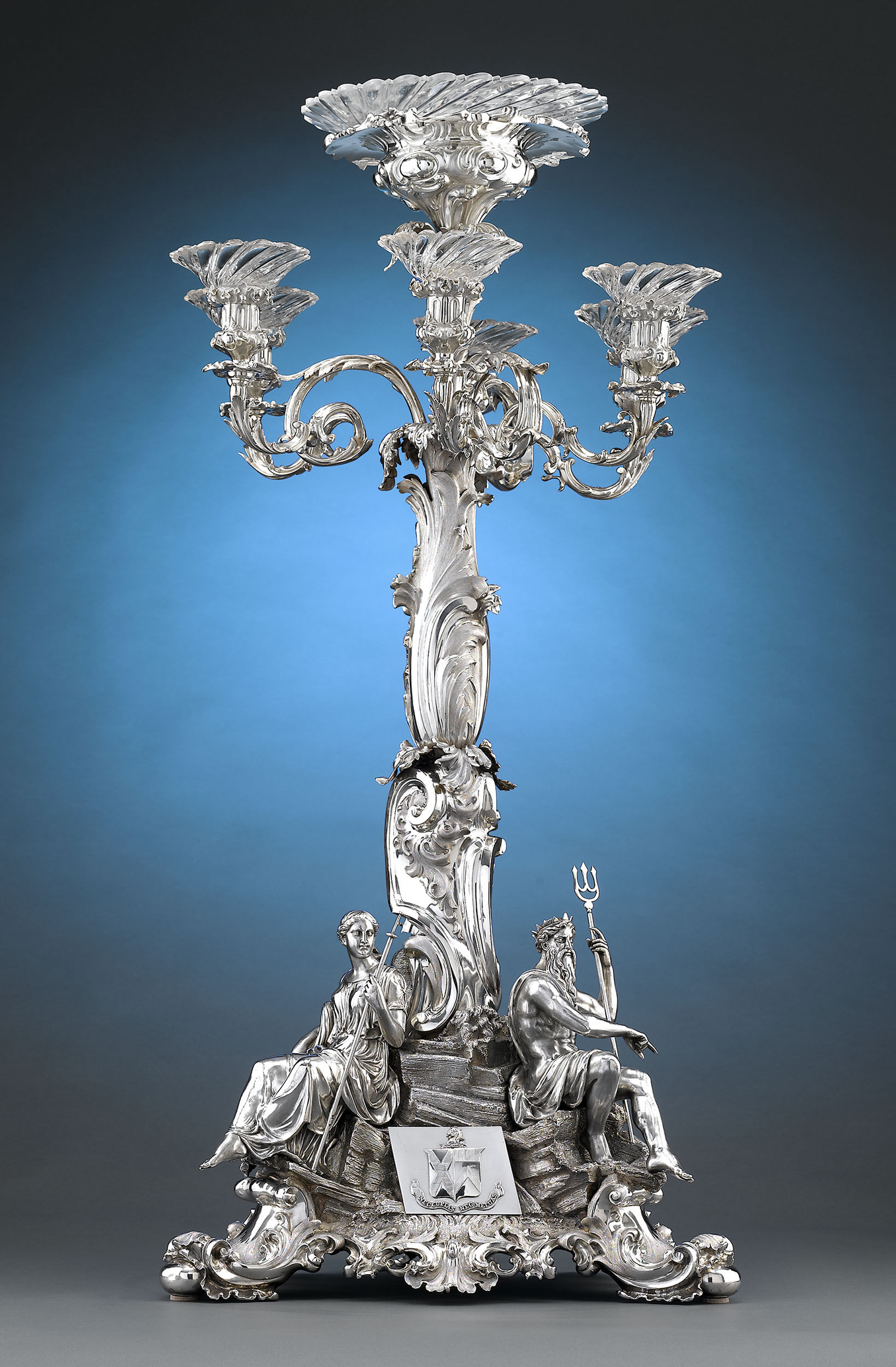
Épergne vittoriana in argento, 1854

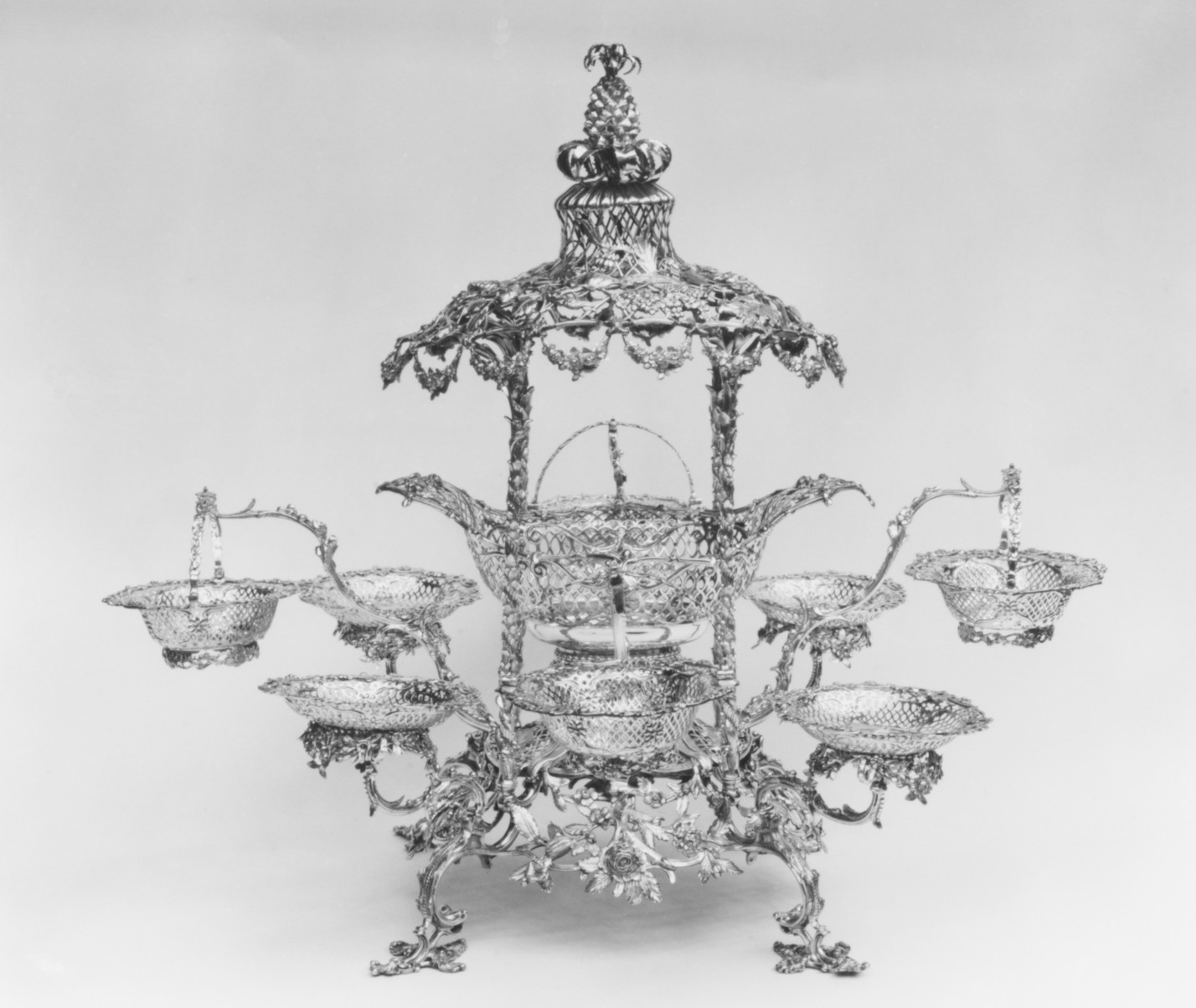
Thomas Heming, Épergne, 1766–67 Metropolitan Museum

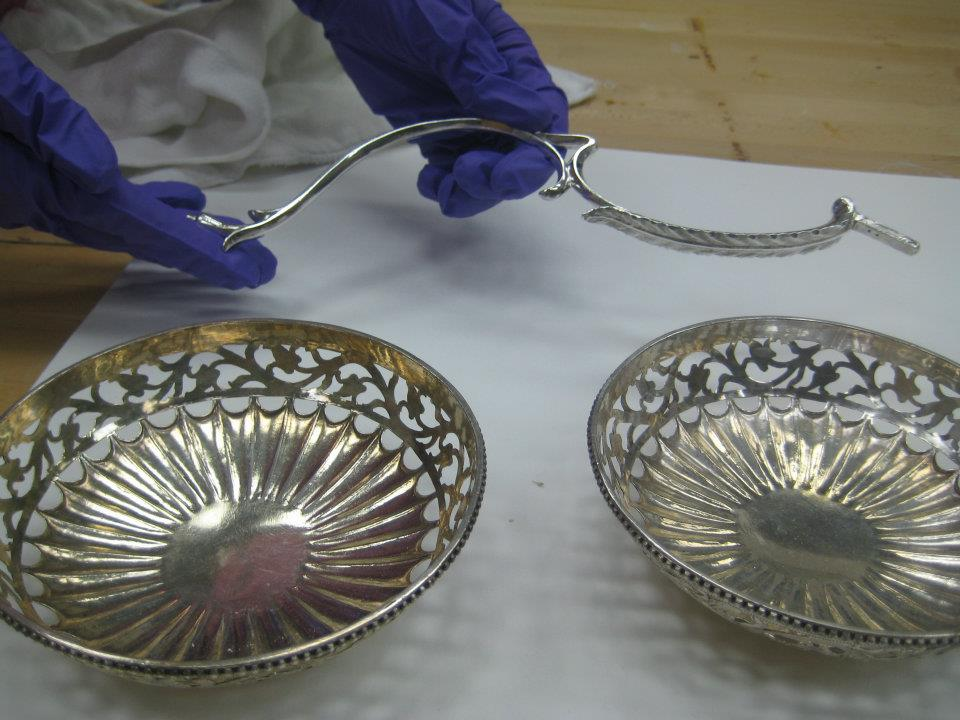
Lucidatura di épergne smontata

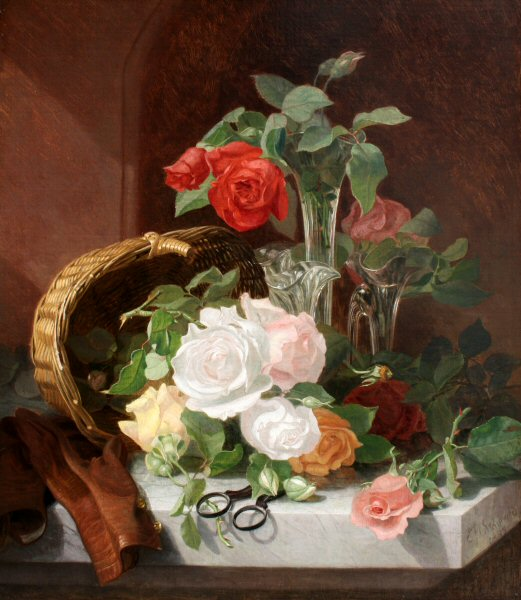
Eloise Harriet Stannard, Natura morta con fiori e épergne di vetro, 1889

## Descrizione e storia
Questa alzata - simile a un trofeo, arricchita da decorazioni a sbalzo e a cesello, con putti, fiori, cariatidi - appartiene al gusto del decoro della tavola principesca che si forma in Inghilterra a metà del Settecento. L'épergne era di solito affiancata da due trofei, di minori dimensioni ma di identico stile, oppure da due statuine o cestelli in argento. Le più antiche épergnes risentono del gusto delle cineserie, apprezzato in Inghilterra in quell'epoca. I più famosi argentieri inglesi hanno realizzato épergnes in argento massiccio: tra questi, Thomas Heming, Paul de Lamerie (argentiere e orefice ugonotto di origini francesi), Thomas Pitts I e l'argentiere scozzese William Robertson. 
Caratteristica dell'épergne è che i cestelli possono essere tolti dal loro sostegno, centrale e laterale, e distribuiti sulla tavola: questo rende l'épergne un elemento decorativo duttile, nell'utilizzo. Un'épergne può anche avere il posto per inserire candele e fungere così anche da candelabro e nei cestini si possono anche disporre fiori o frutta secca.
In stile Impero sono state prodotte épergnes fastose, in bronzo patinato, in stile neoclassico, con cariatidi bronzee e con decori in argento cesellato e sbalzato. Pierre-Philippe Thomire ha realizzato, all'inizio dell'Ottocento, un'épergne neoclassica in bronzo dorato al mercurio e con un grande cestello centrale di cristallo molato. Alla fine dell'Ottocento furono prodotte eleganti épergnes in vetro soffiato, di gusto Liberty, ma con i cestelli fissi.
Nei dipinti di natura morta, soprattutto inglesi, l'épergne è talvolta presente come elemento decorativo, con i suoi cestelli (o con cestello unico centrale) con fiori e frutta. Un fastoso surtout realizzato dall'argentiere Robert Hendery fu offerto a George-Étienne Cartier nel 1863 dai suoi elettori di Montréal.